# Zappacosta
Alfie Zappacosta, född 1953 i Sora i Lazio i Italien, mer känd som bara Zappacosta, är en kanadensisk musiker.
Zappacosta började sin karriär i femmannabandet Surrender, som släppte totalt tre musikalbum under slutet av 1970-talet och början på 1980-talet. 1984 släppte han sitt första soloalbum Zappacosta med singlarna Passion och We Should Be Lovers. Efter det andra albumet A-Z, som kom 1986, kom hans sång Overload med på det storsäljande soundtracket till filmen Dirty Dancing.
Efter det tredje albumet Quick!... Don't Ask Any Questions 1990 tog Zappacosta paus från musikkarriären och ägnade sig bland annat åt skådespeleri. Han har också släppt flera album, dock utan större framgångar.